# 21st Century Tower
La 21st Century Tower est un gratte-ciel de Dubaï construit en 2003 et mesurant 269 m pour 55 étages.
Ce gratte-ciel se situe sur la Sheikh Zayed Road, non loin de la fameuse Rose Tower qui mesure 333 mètres de haut.